# 玛内沙·库卡帕利
玛内沙·库卡帕利（Maneesha Kukkapalli，1995年4月29日—），印度女子羽毛球運動員，專長雙打項目。

## 簡歷
2015年1月，玛内沙·库卡帕利與马奴·阿特里合作出戰印度黃金大獎賽混雙比賽，在決賽以0比2（17-21、17-21）不敵印尼組合，屈居亞軍。

### 2017世锦赛
2017年8月，  玛内沙·库卡帕利參加苏格兰格拉斯哥舉行的世界羽毛球錦標賽，她和萨维克赛拉吉·兰基雷迪出戰混合双打項目。首圈以2比0 （24-22、21-17）险胜香港的譚進希/吳芷柔。但在次圈以0比2（20-22、18-21）不敌赛会14号种子、丹麦组合的马蒂亚斯·克里斯蒂安森 /萨拉·蒂格森，32强止步。

## 主要比賽成績
只列出曾進入準決賽的國際賽事成績：
| 年份   | 賽事                           | 公開賽級別 | 項目     | 拍檔                    | 成績   |
| ------ | ------------------------------ | ---------- | -------- | ----------------------- | ------ |
| 2011年 | 亞洲青年羽毛球錦標賽           | 其他       | 混合團體 | －                      | 準決賽 |
| 2013年 | 馬爾代夫羽毛球國際挑戰賽       | 國際挑戰賽 | 混合雙打 | 南达戈帕尔·基达姆比     | 冠軍   |
| 2013年 | 瑞士羽毛球國際賽               | 國際挑戰賽 | 混合雙打 | 普拉纳·杰里·乔普拉      | 準決賽 |
| 2013年 | 印度羽毛球國際挑戰賽           | 國際挑戰賽 | 女子雙打 | 桑约吉塔·戈派德         | 準決賽 |
| 2013年 | 印度羽毛球國際挑戰賽           | 國際挑戰賽 | 混合雙打 | 普拉纳·杰里·乔普拉      | 準決賽 |
| 2014年 | 印度羽毛球國際挑戰賽           | 國際挑戰賽 | 女子雙打 | 梅加纳·杰坎普迪         | 亞軍   |
| 2014年 | 印度羽毛球國際挑戰賽           | 國際挑戰賽 | 混合雙打 | 桑亞姆·舒克拉           | 準決賽 |
| 2015年 | 印度羽毛球黃金大獎賽           | 黃金大獎賽 | 混合雙打 | 马奴·阿特里             | 亞軍   |
| 2015年 | 巴林羽毛球國際挑戰賽           | 國際挑戰賽 | 女子雙打 | 斯基·雷迪               | 準決賽 |
| 2015年 | 印度羽毛球國際挑戰賽           | 國際挑戰賽 | 女子雙打 | 斯基·雷迪               | 亞軍   |
| 2015年 | 印度羽毛球國際挑戰賽           | 國際挑戰賽 | 混合雙打 | 萨维克赛拉吉·兰基雷迪   | 冠軍   |
| 2016年 | 波蘭羽毛球公開賽               | 國際挑戰賽 | 混合雙打 | 萨维克赛拉吉·兰基雷迪   | 準決賽 |
| 2016年 | 優霸盃                         | 其他       | 女子團體 | －                      | 季軍   |
| 2016年 | 毛里裘斯羽毛球國際賽           | 國際系列賽 | 混合雙打 | 萨维克赛拉吉·兰基雷迪   | 冠軍   |
| 2016年 | 印度羽毛球國際系列賽           | 國際系列賽 | 混合雙打 | 萨维克赛拉吉·兰基雷迪   | 冠軍   |
| 2016年 | 孟加拉羽毛球國際挑戰賽         | 國際挑戰賽 | 混合雙打 | 萨维克赛拉吉·兰基雷迪   | 冠軍   |
| 2017年 | 波蘭羽毛球國際賽               | 國際系列賽 | 女子雙打 | 阿拉希·萨拉·苏尼尔      | 亞軍   |
| 2018年 | 拉各斯羽毛球國際挑戰賽         | 國際挑戰賽 | 混合雙打 | 馬奴·阿特里             | 冠軍   |
| 2018年 | 希臘羽毛球公開賽               | 國際系列賽 | 女子雙打 | 桑约吉塔·戈派德         | 準決賽 |
| 2018年 | 希臘羽毛球公開賽               | 國際系列賽 | 混合雙打 | 阿琼·M·R                | 冠軍   |
| 2019年 | 蒙古國羽毛球國際賽             | 國際挑戰賽 | 女子雙打 | 鲁塔帕纳·潘达           | 準決賽 |
| 2019年 | 蒙古國羽毛球國際賽             | 國際挑戰賽 | 混合雙打 | 阿琼·M·R                | 準決賽 |
| 2019年 | 加納羽毛球國際賽               | 國際系列賽 | 女子雙打 | 鲁塔帕纳·潘达           | 冠軍   |
| 2019年 | 加納羽毛球國際賽               | 國際系列賽 | 混合雙打 | 阿琼·M·R                | 亞軍   |
| 2019年 | 拉各斯羽毛球國際經典賽         | 國際挑戰賽 | 女子雙打 | 鲁塔帕纳·潘达           | 準決賽 |
| 2019年 | 拉各斯羽毛球國際經典賽         | 國際挑戰賽 | 混合雙打 | 阿琼·M·R                | 冠軍   |
| 2019年 | 尼泊爾羽毛球國際挑戰賽         | 國際挑戰賽 | 女子雙打 | 鲁塔帕纳·潘达           | 亞軍   |
| 2019年 | 印度羽毛球國際挑戰賽           | 國際挑戰賽 | 混合雙打 | 阿琼·M·R                | 準決賽 |
| 2019年 | 孟加拉羽毛球國際挑戰賽         | 國際挑戰賽 | 女子雙打 | 鲁塔帕纳·潘达           | 亞軍   |
| 2019年 | 孟加拉羽毛球國際挑戰賽         | 國際挑戰賽 | 混合雙打 | 阿琼·M·R                | 準決賽 |
| 2022年 | 馬哈拉施特拉邦羽毛球國際挑戰賽 | 國際挑戰賽 | 混合雙打 | Gouse Shaik             | 亞軍   |
| 2022年 | 恰蒂斯加爾邦羽毛球國際挑戰賽   | 國際挑戰賽 | 混合雙打 | Gouse Shaik             | 準決賽 |
| 2022年 | 印度羽毛球國際挑戰賽           | 國際挑戰賽 | 混合雙打 | Gouse Shaik             | 準決賽 |
| 2022年 | 巴林羽毛球國際系列賽           | 國際系列賽 | 混合雙打 | 苏密特·雷迪             | 準決賽 |
| 2022年 | 巴林羽毛球國際挑戰賽           | 國際挑戰賽 | 混合雙打 | 苏密特·雷迪             | 亞軍   |
| 2024年 | 哈薩克羽毛球國際挑戰賽         | 國際挑戰賽 | 混合雙打 | Sanjai Srivatsa Dhanraj | 亞軍   |
| 2025年 | 烏干達羽毛球國際挑戰賽         | 國際挑戰賽 | 混合雙打 | Dhruv Rawat             | 亞軍   |

| 2007-2017年 | 首要超級賽 | 超級賽 | 黃金大獎賽 | 大獎賽 | 國際挑戰賽 | 國際系列賽 | 未來系列賽 | 其他 |

| 2018-2026年 | 總決賽 | 超級1000賽 | 超級750賽 | 超級500賽 | 超級300賽 | 超級100賽 | 國際挑戰賽 | 國際系列賽 | 未來系列賽 | 其他 |

### 奧運會和世錦賽參賽紀錄
|          | 搭檔           | 2017 |       | 2021 |
| 女子雙打 | 鲁塔帕纳·潘达  | －   | 48強1 |      |
|          |                |      |       |      |
| 混合雙打 | S·兰基雷迪     | 32強 | －    |      |
| 混合雙打 | A·M·拉马钱德兰 | －   | 48強1 |      |

1 賽前退賽